# Nestor (Tintin)
 (octobre 2011).
Si vous disposez d'ouvrages ou d'articles de référence ou si vous connaissez des sites web de qualité traitant du thème abordé ici, merci de compléter l'article en donnant les références utiles à sa vérifiabilité et en les liant à la section « Notes et références ».
Nestor est un personnage fictif des Aventures de Tintin. Avec son allure très soignée, portant une livrée, il est devenu dans la culture francophone l'archétype du majordome, toujours courtois, discret, patient, dévoué à son maître et semblant être imperturbable.
Il est le maître d'hôtel très patient du château de Moulinsart, qu'il garde quand son maître part en aventure avec Tintin.

## Personnage
Nestor apparaît pour la première fois dans Le Secret de La Licorne où il sert les frères Loiseau, propriétaires du château de Moulinsart. Les Loiseau avaient enlevé Tintin et l'avaient enfermé dans les caves de Moulinsart. Tintin parvient à s'échapper et tente de téléphoner au capitaine Haddock. Alors qu'il est en ligne, Nestor entre dans la pièce et lui demande qui il est. Tintin prétend qu'il est le nouveau secrétaire des Loiseau et Nestor semble le croire lorsque les frères l'appellent par l'interphone pour le prévenir de la présence d'un cambrioleur dans le château.
S'ensuit alors une série de batailles et de poursuites entre Tintin, les Loiseau et Nestor qui aide loyalement ses employeurs. Les amis de Tintin arrivent cependant à le sauver, et les activités criminelles des frères sont découvertes. Le fait qu'ils aient dit à Nestor que Tintin est un voleur montre qu'il n'avait aucune connaissance de leurs activités malfaisantes, ce que l'enquête démontre également. Seuls les Dupondt doutent de sa droiture et le soupçonnent à plusieurs reprises d'être malhonnête. 
Nestor reprend son métier de maître d'hôtel à Moulinsart quand le professeur Tournesol rachète le château pour le capitaine Haddock. Il devient alors un personnage récurrent des Aventures de Tintin, même si son rôle reste très secondaire.

## Personnalité
Nestor est typiquement « le bon domestique », le majordome dévoué, courtois, respectueux et poli, sauf dans Les Bijoux de la Castafiore où il tente de dissuader le capitaine Haddock d'accueillir des romanichels dans le parc de son château en utilisant des justifications qui peuvent apparaître teintées de racisme. Il est toujours fidèle à ses maîtres, d'abord les Loiseau, puis le capitaine Haddock, les servant loyalement sans se poser de questions. 
Nestor est simple et discret, et toujours serviable, accueillant avec sollicitude ses maîtres à leur retour, leur portant un parapluie sous l'orage, ou s'occupant du château en période difficile, par exemple dans Les Sept Boules de Cristal, où le professeur Tournesol est enlevé par les Incas.
Bien que jouant dans l'ensemble un rôle effectivement mineur, sauf peut-être dans Le Secret de La Licorne, où il est le bras droit des Loiseau qui tentent de capturer Tintin, Nestor est toujours présent en arrière-plan, apportant comme un fond de tranquillité et de stabilité à l'histoire, ainsi qu'une petite note d'humour, occasionnellement, quand, par exemple, il est surpris par le capitaine à goûter le whisky de son maître, ou lorsqu'il est ligoté à une chaise par Abdallah qui s'amuse à ses dépens, lors d’une séquence où Nestor est « anéanti » et « au-delà du bout du rouleau ».
Cette stabilité s’incarne dans son premier trait de caractère : le flegme. Selon le cinéaste tintinophile Patrice Leconte, ce flegme est « tellement spectaculaire » que Nestor « aurait pu être un joueur de poker professionnel ».
Il porte toujours sa livrée de domestique, dont il enlève parfois la veste noire, et apparaît avec un chapeau melon lorsqu'il tente de rattraper, sur les quais du port de Saint-Nazaire, à la fin des Sept Boules de Cristal, le capitaine Haddock qui part avec Tintin pour l'Amérique du Sud « en s'embarquant sans un seul monocle de rechange », selon le propos de Nestor à un homme qui l'interrogeait sur le motif de son effroi en voyant qu'il a raté l'avion de Tintin et de Haddock, détail qui atteste de sa sollicitude quasi maternelle envers son employeur.